# Avenida Tomás Marsano
La avenida Tomás Marsano es una de las principales avenidas de la ciudad de Lima, capital del Perú. Se extiende de noroeste a sureste, en los distritos de Surquillo, Miraflores y Santiago de Surco, a lo largo de 51 cuadras. Contiene parte del viaducto elevado de la línea 1 del Metro de Lima y Callao, entre el óvalo Higuereta y la carretera Panamericana Sur (intercambio vial de Atocongo). Su trazo es continuado al sureste por la avenida Los Héroes, en el distrito de San Juan de Miraflores. En su paso por el distrito de Santiago de Surco, también se le conoce a la avenida con el nombre de Santiago de Surco. Cuenta con carriles exclusivos para buses de transporte público.

## Recorrido

### Distrito de Surquillo
Se inicia en la avenida República de Panamá. En su primera cuadra, se encuentra la Facultad de Ciencias de la Comunicación, Psicología y Turismo de la Universidad de San Martín de Porres. En sus siguientes cuadras, se ubican negocios comerciales y el complejo deportivo La Once. Al llegar a la intersección con la avenida Angamos Este, se encuentra el centro comercial Open Plaza Angamos, y el cementerio y estadio municipal de Surquillo. A partir de este cruce, el carril central se vuelve uno exclusivo para buses (similar al de la avenida Brasil) y los carriles de autos comprenden dos centrales y dos auxiliares. 

### Distrito de Miraflores / Distrito de Surquillo

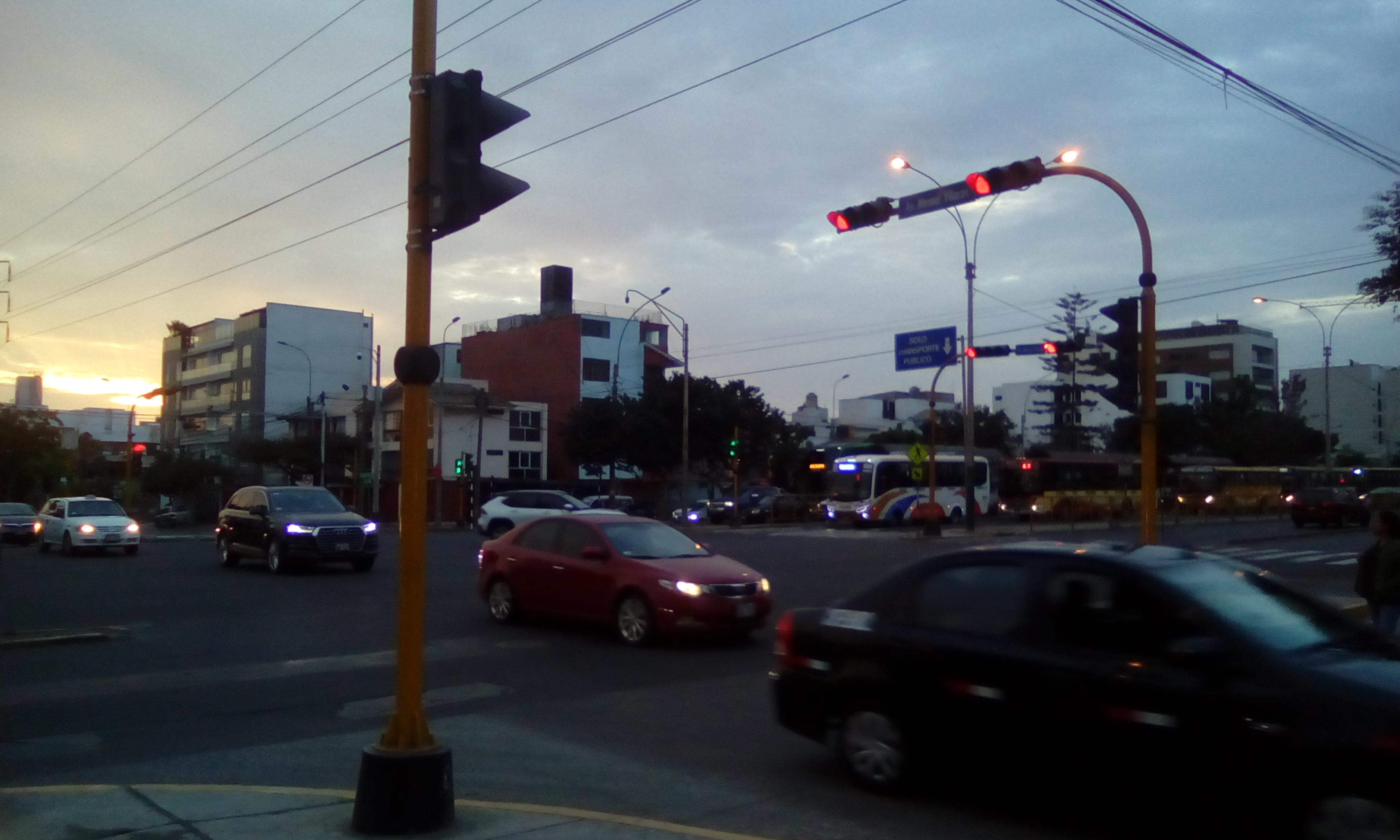
Cruce de las avenidas Tomás Marsano y Manuel Villarán, límite de los distritos de Miraflores y Surquillo.

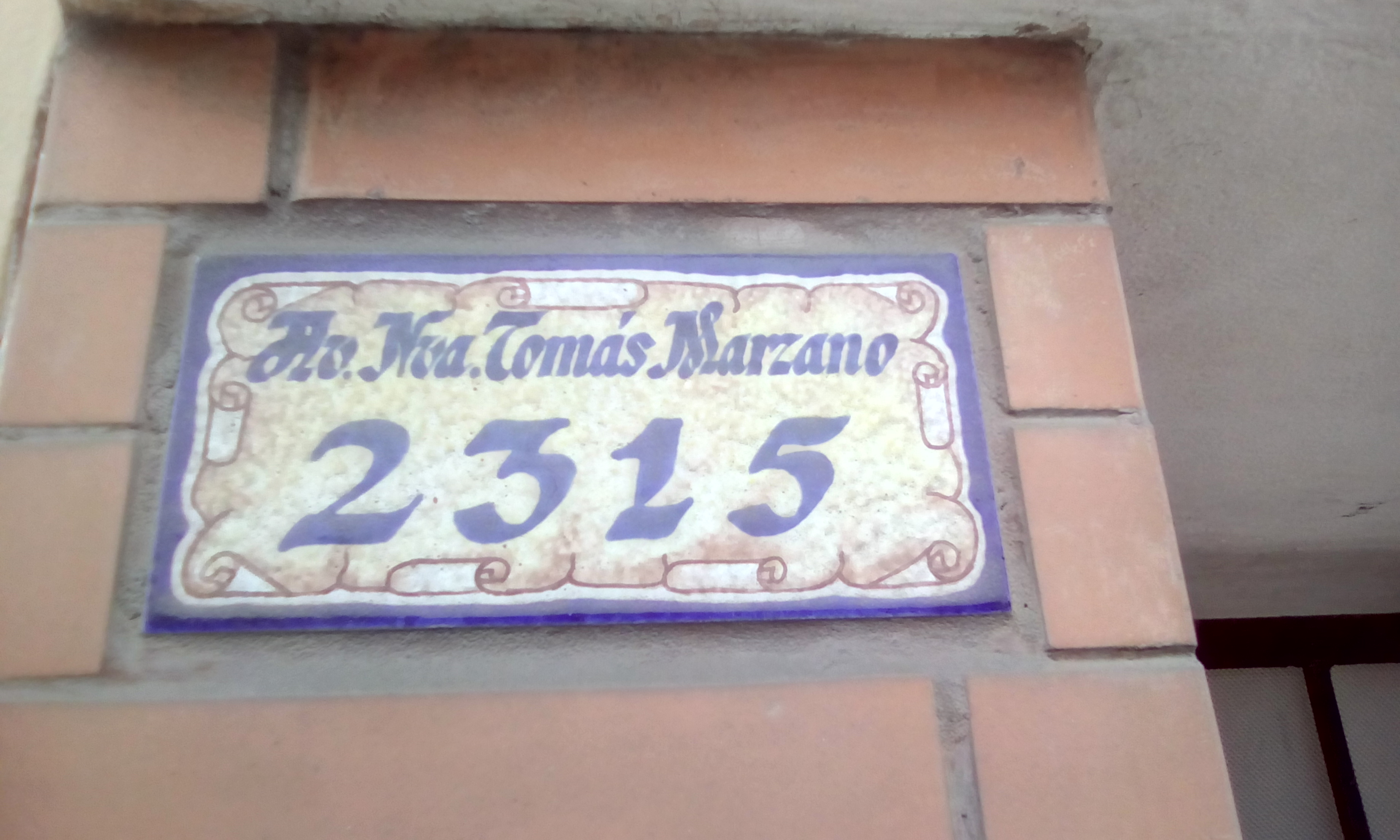
Placa de dirección con el nombre de avenida Nueva Tomás Marzano.

Pocas cuadras antes de llegar a la intersección con la avenida Roca y Boloña, inicia el distrito de Miraflores. Este tramo es un poco más ordenado que el tramo inicial, y comprende algunos negocios y algunas zonas residenciales. Antes de llegar al óvalo Higuereta, se encuentra el Colegio Peruano Alemán Alexander Von Humboldt. Y pasando la avenida El Sauce, se inicia el distrito de Santiago de Surco, en donde hay unas oficinas comerciales, como una del RENIEC, y un local grande del supermercado Plaza Vea. En esta parte de la vía, los carriles centrales se convierten en un paso a desnivel bajo el óvalo Higuereta.

### Distrito de Santiago de Surco
A esta parte de la avenida, también se le suele llamar Santiago de Surco. A partir de aquí, el paso elevado de la línea 1 del Metro de Lima y Callao se sitúa sobre el separador central de la avenida. Siendo este tramo, donde se encuentran las estaciones Ayacucho y Jorge Chávez. En esta parte de la vía, la zona toma un aspecto residencial. Asimismo, desaparece el carril exclusivo para buses, y el carril central se convierte en un carril de circulación compartida. Posteriormente, se encuentra un supermercado Wong, una estación de bomberos y una sede del Instituto Certus. Al llegar a su último cruce con las avenidas Caminos del Inca y Los Próceres, se encuentra una sede del instituto de idiomas Británico y un supermercado Plaza Vea. Esta intersección es conocida por el gran caos vehicular, que se genera por los vehículos que ignoran la prohibición de girar a la izquierda, y por todas las líneas de buses que tienen paraderos ahí. Al cruzar esta caótica intersección, se encuentra el Puente Atocongo, sobre la carretera Panamericana Sur. En este punto, la avenida continúa su recorrido bajo el nombre de avenida Los Héroes, en el distrito de San Juan de Miraflores.